# 司勇
司勇（1979年12月—），男，汉族，河南驻马店人，中华人民共和国政治人物。

## 生平
1998年12月加入中国共产党。2004年8月参加工作。曾任共青团常州市委书记、党组书记，共青团江苏省委副书记、党组成员，南京市秦淮区委副书记，区政府副区长、区长等职务。2020年5月，任中国共产主义青年团江苏省委员会书记、党组书记。2024年，出任江苏省人民政府副秘书长。